# Gaultheria glaucifolia
Gaultheria glaucifolia là một loài thực vật có hoa trong họ Thạch nam. Loài này được Hemsl. mô tả khoa học đầu tiên năm 1881.